# Wojciech Mikiewicz
Wojciech Mikiewicz (ur. 6 kwietnia 1892 w Żurawiczkach, zm. między 9 a 11 kwietnia 1940 w Katyniu) – major lekarz weterynarii Wojska Polskiego, kawaler Krzyża Walecznych, ofiara zbrodni katyńskiej.

## Życiorys
Był synem Kazimierza i Anny z Hoszeków. Początkowo uczył się w I Gimnazjum w Jarosławiu by przenieść się do Rzeszowa, gdzie zdał maturę (1910). Wstąpił na Akademię Weterynaryjną we Lwowie, po ukończeniu której i uzyskaniu dyplomu lekarza weterynarii w 1915, został powołany do armii austro-węgierskiej. Został wcielony do 1 pułku ułanów, a następnie przeniesiony do 100 pułku piechoty. W 1916 służył w Powiatowej Komendzie Uzupełnień Koni w Piotrkowie. Wysłany na front, był lekarzem w oddziałach austriackiego XIX Korpusu Armijnego. Został mianowany wojskowym podlekarzem weterynarii.
Po zakończeniu I wojny światowej, w 1918 wstąpił do Wojska Polskiego. Został mianowany podporucznikiem. Powierzono mu stanowisko ordynatora szpitala koni w Jarosławiu. Przeniesiono go do stacji odpoczynkowej koni w Radymnie, później dostał przydział do Armii generała Józefa Hallera. W maju 1919 został awansowany do stopnia porucznika. Przeniesiono go do 2 pułku artylerii polowej. 11 sierpnia 1919 r. został awansowany do stopnia kapitana. W lipcu 1920 r. wyróżnił się w walkach nad Berezyną, gdzie dowodził taborem I dywizjonu 2 pułku artylerii polowej. 14 kwietnia 1921 został zatwierdzony z dniem 1 kwietnia 1920 w stopniu kapitana korpusu weterynaryjnego z „grupy byłej armii austro-węgierskiej”.
7 maja 1922 r. został zdemobilizowany. W latach 1923–1924 posiadał przydział w rezerwie do Kadry Okręgowego Szpitala Koni Nr 10. W 1934 pozostawał w ewidencji PKU Nisko. Na stopień majora został mianowany ze starszeństwem z 19 marca 1939 w korpusie oficerów weterynarii. Pozostawał wówczas w ewidencji KRU Rzeszów.
Pracował kolejno w Koprzywnicy jako miejski lekarz weterynarii w 1923, Rudkach, Tarnobrzegu i Rzeszowie, gdzie mieszkał przy ul. Królewskiej 18. Działał w Lidze Obrony Powietrznej i Przeciwgazowej, był wiceprezesem komitetu powiatowego w Rzeszowie. Brał udział w kursie szybowcowym. Działał w Związku Oficerów Rezerwy, należał do Koła Rodzin Urzędniczych. Pracował w amatorskim teatrze „Reduta”. Pracował jako powiatowy lekarz weterynarii starostwa powiatowego w Rzeszowie.
4 września 1939 został zmobilizowany. Podczas kampanii wrześniowej, po agresji ZSRR na Polskę, w nieznanych okolicznościach aresztowany przez Sowietów. Początkowo był jeńcem obozu w Trembowoli. Żołnierze którym udało się zbiec z tego obozu powiadomili rodzinę o losie Wojciecha Mikiewicza. Sam Mikiewicz wysłał kartę pocztową już z Kozielska do siostry – lekarki do Lwowa (niedługo później została wywieziona przez Sowietów do Archangielska, gdzie zmarła). Korespondował z obozu z rodziną. Otrzymał trzy wiadomości wysłane przez żonę z Rzeszowa: z 18 stycznia 1940 (data ze stempla w Moskwie 6.02.1940), z 25 stycznia 1940 (stempel z Moskwy – 8.02.1940) dostarczoną Mikiewiczowi 20.02.1940 i 31 stycznia 1940 (data stempla z Moskwy 16.02.1940) którą otrzymał 24.02.1940. Wszystkie karty pocztowe znaleziono przy ekshumacji. Między 7 a 9 kwietnia 1940 przekazany do dyspozycji naczelnika smoleńskiego obwodu NKWD – lista wywózkowa 015/2 poz 66, nr akt 3124 z 05.04.1940. Został zamordowany między 9 a 11 kwietnia 1940 przez NKWD w lesie katyńskim. Zidentyfikowany podczas ekshumacji prowadzonej przez Niemców w 1943, wpis w dzienniku ekshumacji z dnia 28.05.1943, nr 3435. Figuruje liście AM-256-3435 (błędnie zapisane nazwisko jako Mickiewicz) i Komisji Technicznej PCK: GARF-125-03435. Przy szczątkach Mikiewicza znaleziono: legitymację służbową oprawioną w skórę, trzy karty pocztowe. Znajduje się na liście ofiar (pod nrem 01497) opublikowanej w Gońcu Krakowskim nr 176, Nowym Kurierze Warszawskim nr 169 z 1943. W Archiwum Robla (0747- 06) znajduje się notatnik znaleziony przy zwłokach Feliksa Gadomskiego, w którym na liście oficerów widnieje nazwisko Mikiewicza. Krewni do 1957 poszukiwali informacji przez Biuro Informacji i Badań Polskiego Czerwonego Krzyża w Warszawie. W archiwum IPN znajdują się wspomnienia o majorze złożone przez wnuczkę, wnuka i znajomych.
5 października 2007 minister obrony narodowej Aleksander Szczygło mianował go pośmiertnie na stopień podpułkownika. Awans został ogłoszony 9 listopada 2007 w Warszawie, w trakcie uroczystości „Katyń Pamiętamy – Uczcijmy Pamięć Bohaterów”.

### Życie prywatne
Był żonaty z Marią z Dymnickich, miał córkę Annę. Miał dwie siostry Annę, lekarkę we Lwowie i Marię Hajdukiewicz-Karpińską, lekarkę w Jarosławiu.

## Ordery i odznaczenia
- Krzyż Walecznych[21]
- Złoty Krzyż Zasługi
- Krzyż Kampanii Wrześniowej – pośmiertnie 1 stycznia 1986[22]
- Złota Odznaka LOPP[12]
- Złoty Krzyż Zasługi Cywilnej z Koroną na wstążce Medalu Waleczności[6]